# 月出山
月出山（ウォルチュルさん）は、大韓民国全羅南道康津郡と霊岩郡にまたがって位置する山である。その峰の中で霊岩郡側にある天皇峰（천황봉; チョンフヮンボン; てんこうほう）は、海抜808.7 mに達する月出山の最高峰であり、九井峰、獅子峰、道岬峰、朱芝峰などが切り立ったような奇岩絶壁を成している。天皇峰は新羅時代から祭天儀式が行われた場所として知られている。
1973年1月29日に道立公園に、1988年6月11日には国立公園に指定された。

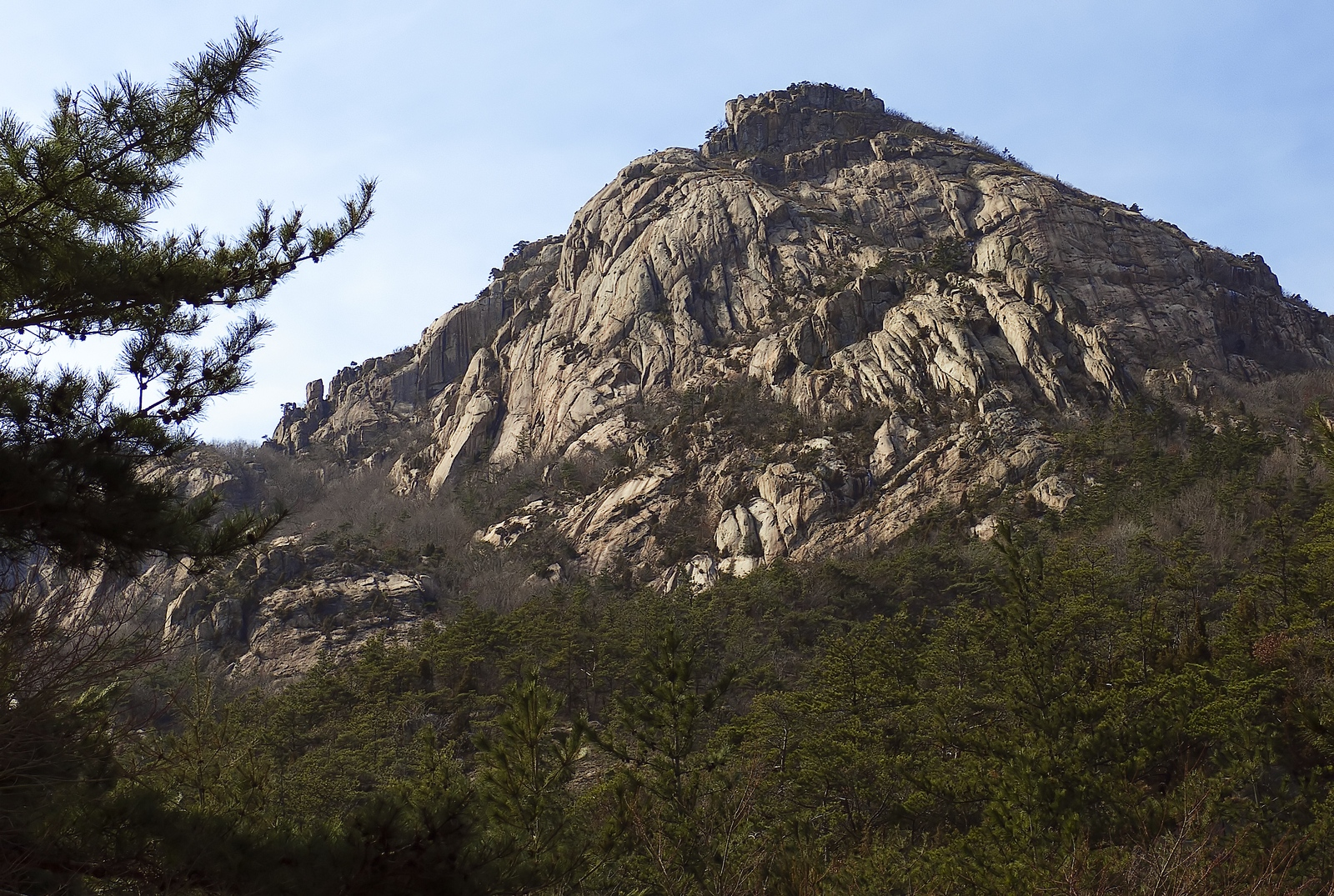
月出山の峰

## 地勢上・生態上の特徴
面積は56.1km2であるが、岩石露出地と急傾斜の渓谷が多いため、豊富な生態系を維持するのが難しい条件だが、植物約700種、動物約800種が生息しており、長い歳月、岩石地形に適応してきた生態的な独自性は、暖帯林と温帯林が混在する位置条件も相まって、その保全の重要性を非常に大きいものとしている。月出山の岩体は白亜紀末期に形成された花崗岩が主を成している。
月出山の象徴種には、モウセンゴケとクサガメ、あるいはイワミセキレイがある。特に、月岳山国立公園管理事務所は、法定保護種に指定されたモウセンゴケの復興事業を進め、道岬貯水池周辺の湿地にモウセンゴケを移植するのに成功し、個体数を増やしてきている。また、高級韓紙の材料であるキガンピ（黄雁皮、Diplomorpha trichotoma）がほぼ全ての地域に分布する。

## 山名について
『続高僧伝』巻第28の慧顕の条によれば、百済時代には「達拏山」（달나산; タルラサン）、『東国輿地勝覧』によれば、新羅時代には「月奈山」（월나산; ウォルラサン）、高麗時代には「月生山」（월생산; ウォルセンサン）と呼ばれたという。これらの異称・古称はみな、「月（달）が出る/生じる（現れる）（나-다）、月生・月出/달나」と解しうる語にまつわるものと考えられる。

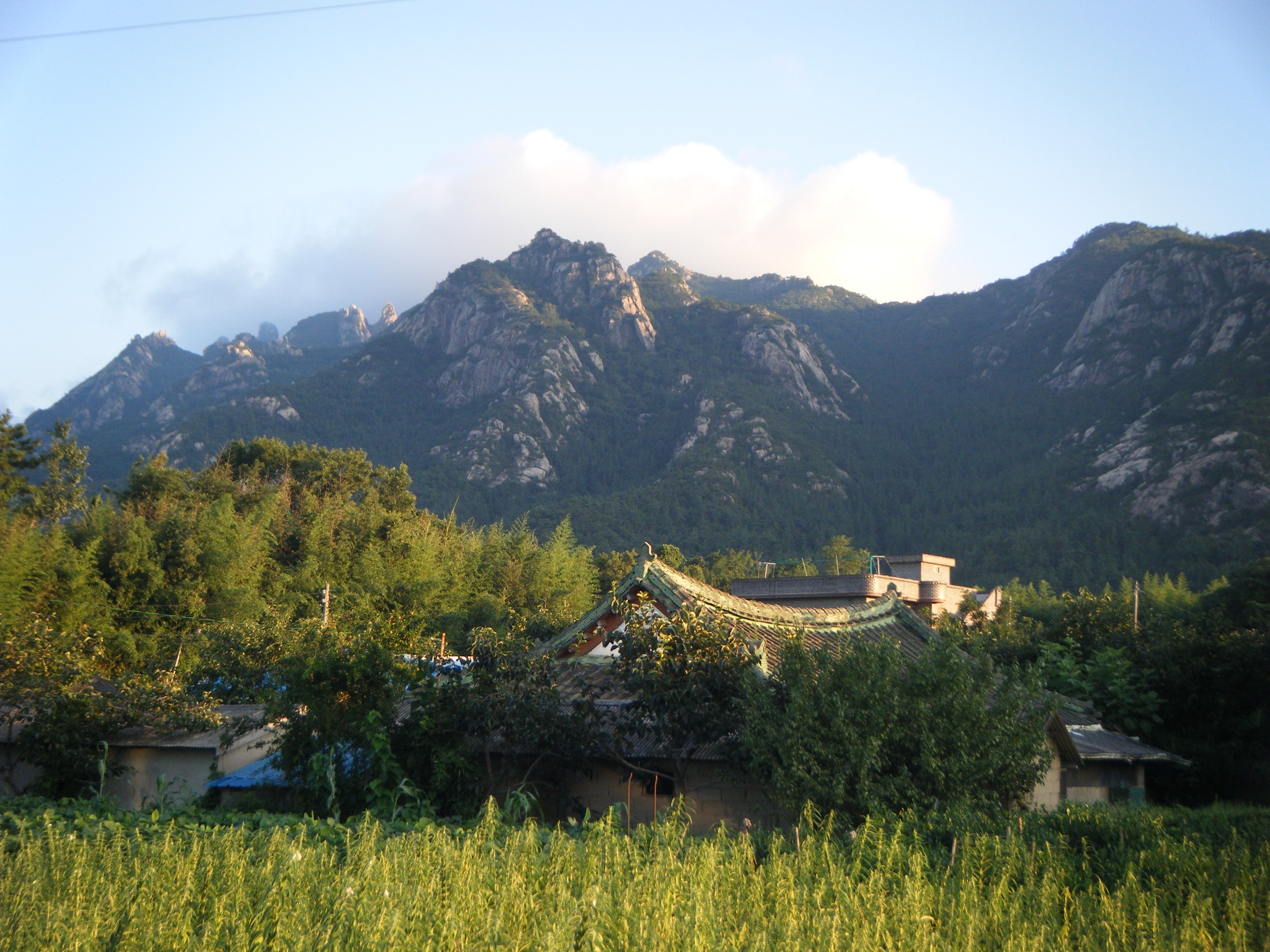
霊岩郡霊岩邑竜興里（ヨンフンニ）から見た月出山

## 「雲橋」
山の著名な特色の1つが、2つの峰に架かる小さな吊り橋「雲橋」（구름다리; クルムタリ）である。韓国で最も高い場所（海抜605m、地上120m）にあり、梅峰と獅子峰をつなぐ“クルムタリ”（長さ52m）は1978年に設置され、2006年5月に現代風に改装された。

月出山と「雲橋（クルムタリ）」
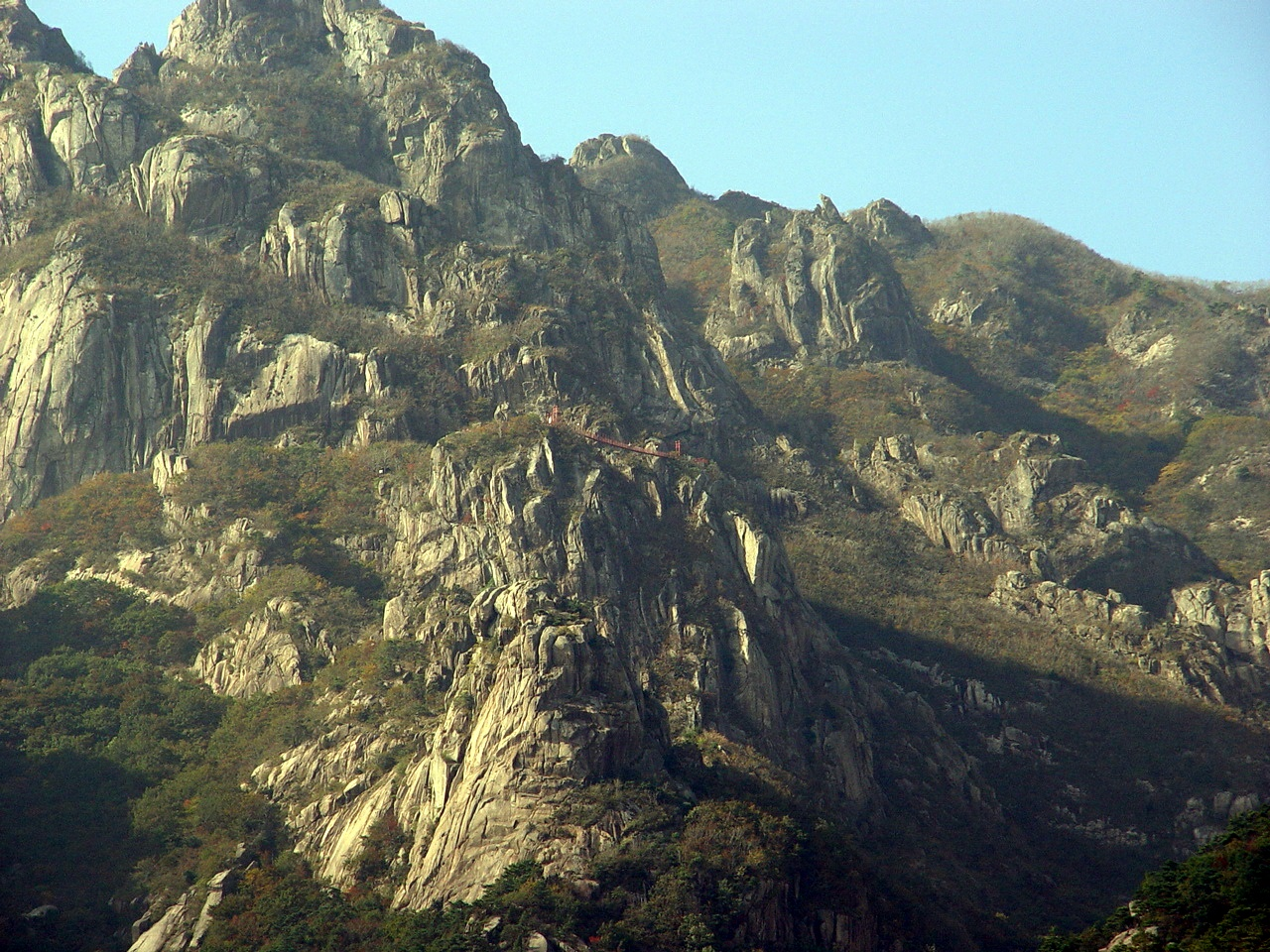
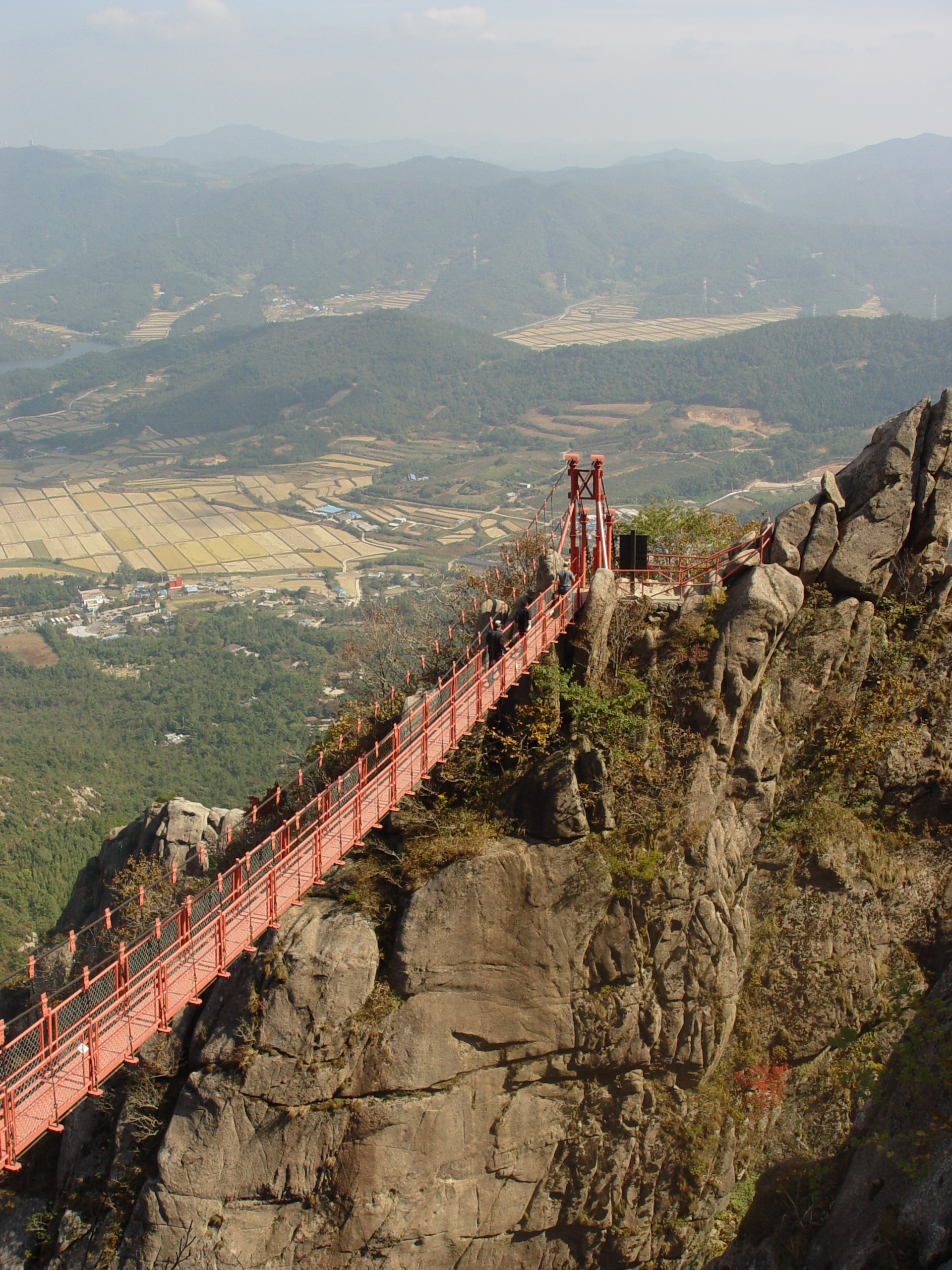
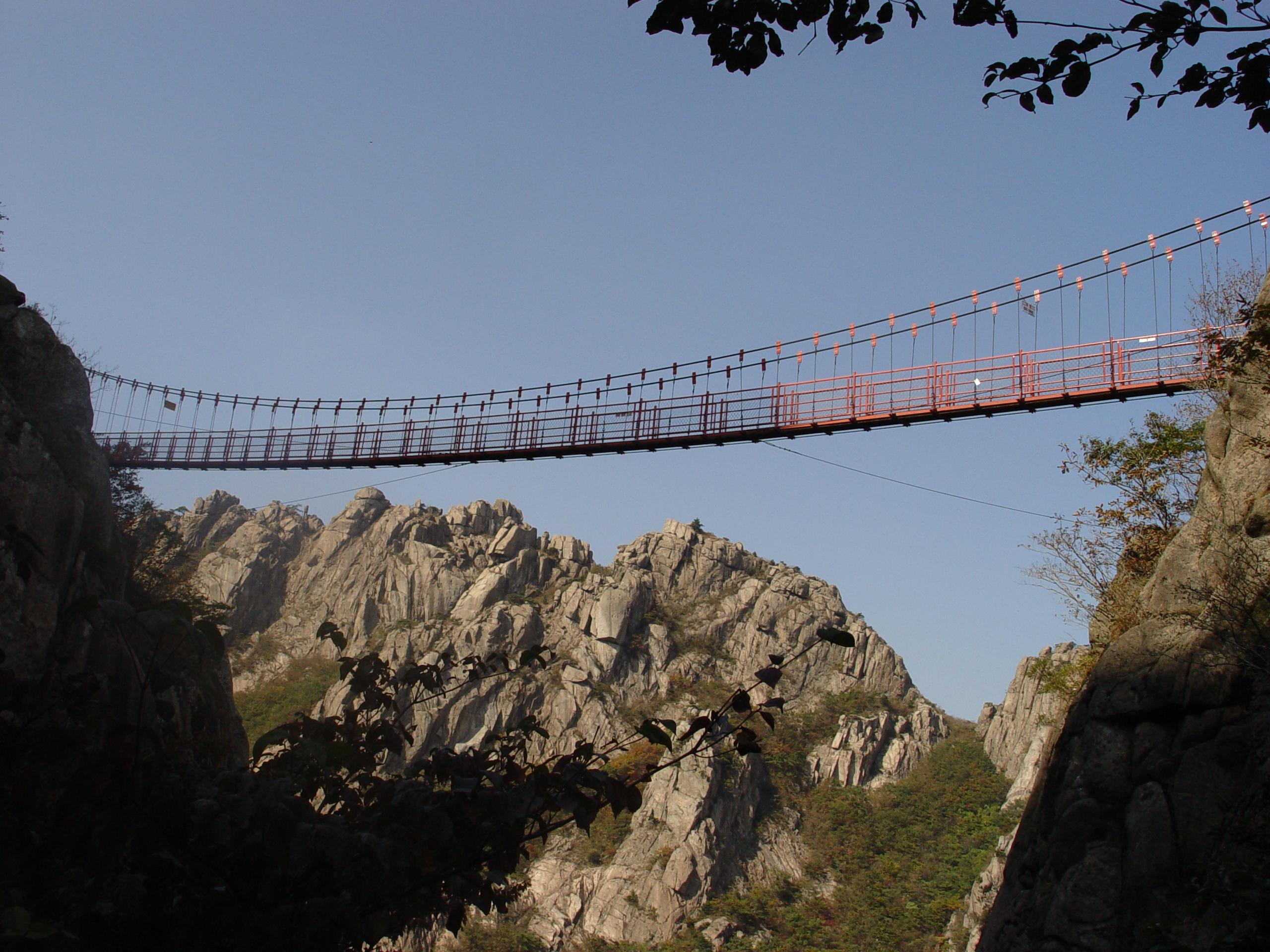
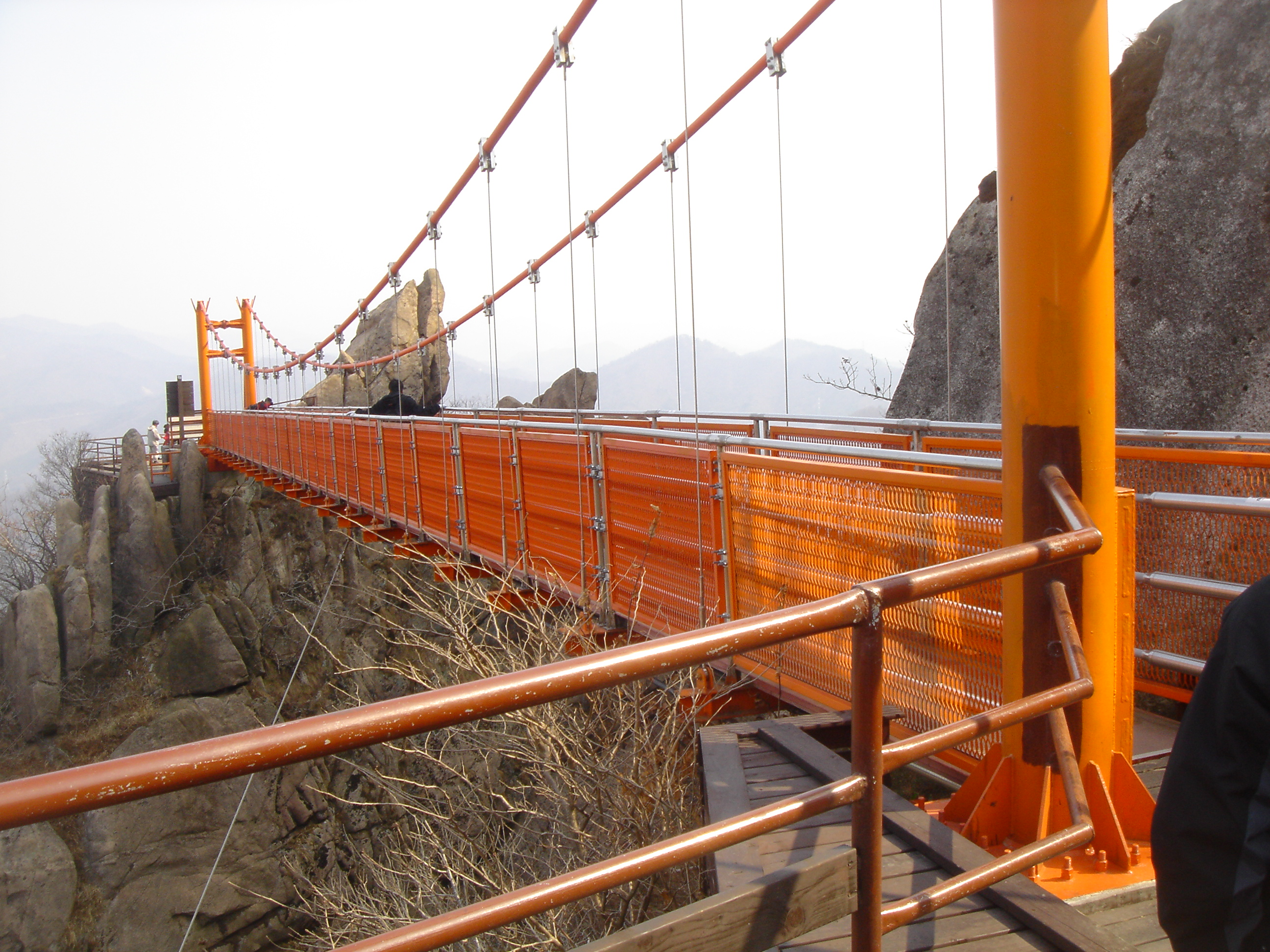